# 오쓰키촌 (니가타현)
오쓰키촌(大槻村)은 니가타현 미나미칸바라군에 설치되었던 촌이다.